# Lychnidos

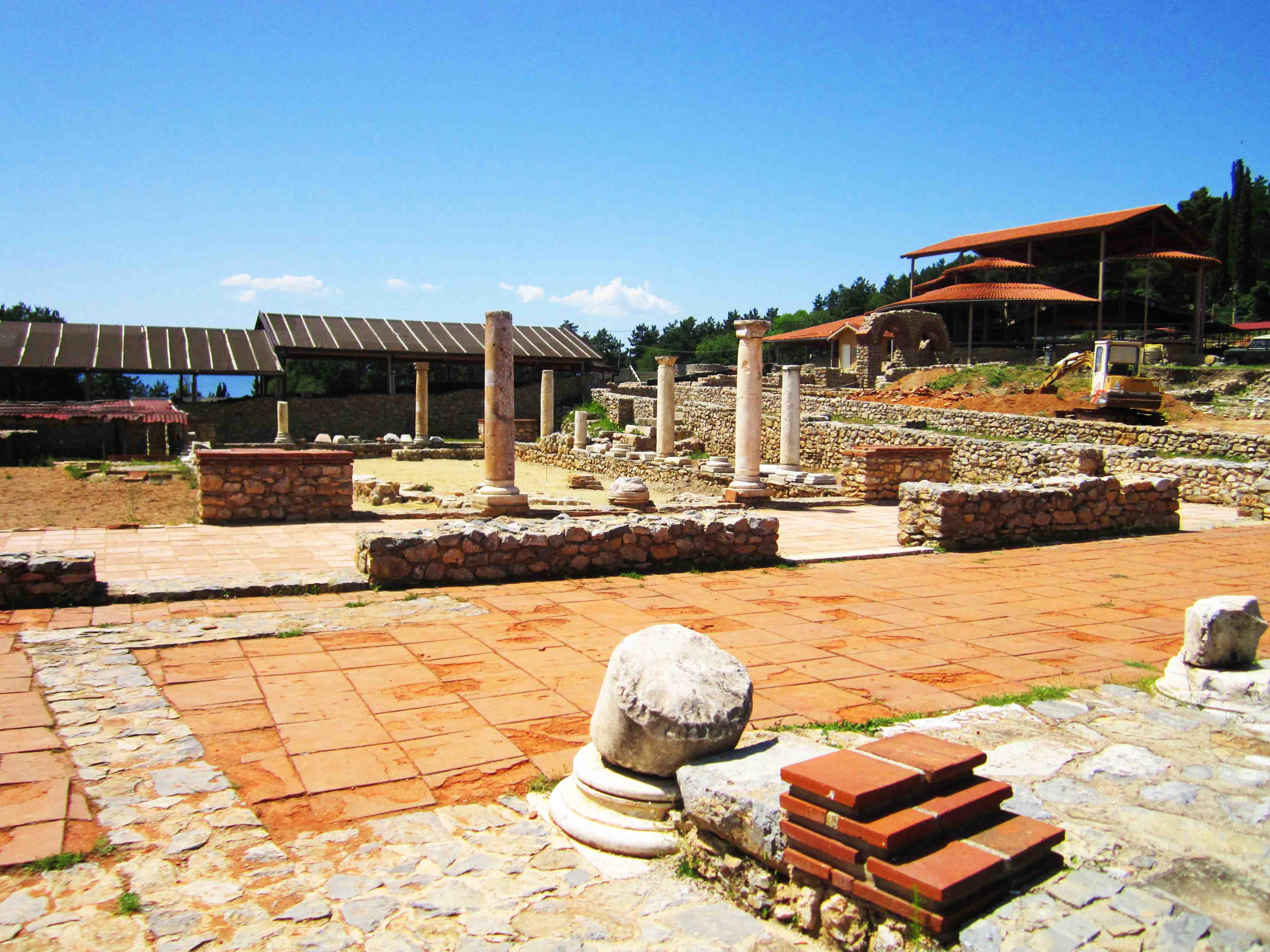
Ausgrabungsstätte Plaošnik in der Altstadt von Ohrid

Lychnidos (altgriechisch Λυχνιδός Lychnidós oder Λύχνιδος Lýchnidos; lateinisch Lychnidus/Lycnidus/Licnidus) war eine Stadt in der Antike und befand sich beim heutigen Ohrid in Nordmazedonien am Ohridsee. Ihre Ruinen sind Teil des UNESCO-Welterbes Natur- und Kulturerbe der Ohrid-Region.
Lychnidos war ein Hauptort des illyrischen Stammes der Dassareten und ein wichtiger Handelsort im Grenzgebiet zwischen Südillyrien und Westmakedonien. Zur Zeit der antiken Römer verlief die Via Egnatia durch die Stadt, welche Dyrrachium an der Adria mit Byzantion (später Konstantinopel) verband. Die Route führte aus dem Shkumbin-Tal auf den Pass Qafë Thana (heute Albanien) und überquerte den Schwarzen Drin (beim heutigen Struga), um dann entlang des nordöstlichen Seeufers nach Lychnidos zu verlaufen. Von dort ging sie weiter nach Herakleia Lynkestis.
In der griechischen Mythologie soll Kadmos, der Sohn des phönizischen Königs Agenor, die Stadt gegründet haben.

## Geographische Lage
Lychnidos lag auf dem höheren der beiden Stadthügel von Ohrid innerhalb des heutigen Stadtgebiets. Sie erstreckte sich von dessen Kuppe, auf der sich heute die mittelalterliche Festung von Zar Samuil befindet (Festung Ohrid), in südwestlicher Richtung über den Ort Plaošnik hinunter zum Seeufer. Sie nimmt einen Teil der Altstadt ein und ist deshalb in weiten Teilen überbaut.
Nordöstlich des Siedlungshügels erstreckt sich eine fruchtbare Ebene, die schon in antiker Zeit relativ dicht besiedelt war und vermutlich schon seit der Kupfersteinzeit landwirtschaftlich genutzt wurde.

## Name
In der altertümlichen Geschichtsschreibung taucht vermehrt der Ortsname Lychnidós (Λυχνιδός) auf, was entweder von lychnís λυχνίς (Genitiv lychnidós; „ein kostbarer Stein, der Licht ausstrahlt“) oder von lýchnos λύχνος („Laterne“, „tragbares Licht“) kommen soll und „Stadt des Lichts“ bedeuten würde. Eine andere Hypothese geht von einem illyrisch-albanischen Ursprung des Wortes Lychnítis oder Lychnídos aus. Letztere sollen nur Umformungen von ljchjeni (alb. liqeni) sein.
Später entstand aus Lychnidos unter den Römern das lateinische Lychnidus oder Lycnidus.
Im frühen Mittelalter taucht ein neuer Name auf. Im Jahre 879 ist erstmals der Name Ohrid belegt. Laut Stefan Mladenow (1936) und Henrik Barić (1952) ist das Wort Ohrid nur durch die Lautgesetze des Albanischen zu verstehen: So soll aus dem antiken (illyrischen) Lychnis durch das südalbanische r die Form Lychris entstanden sein, denn nur im Albanischen kann sich ein n nach einem Guttural zu einem r verändern.

## Geschichte
Der fischreiche See, die fruchtbaren Ebenen und die strategisch günstige Lage zogen früh Siedler an. Ausgrabungen brachten die Zeugnisse verschiedener Kulturen von der Jungsteinzeit bis in die Eisenzeit zutage. Dolno Trnovo (nordöstlich von Ohrid) ist ein jungsteinzeitlicher Fundplatz aus dem 4.–3. Jahrtausend v. Chr. Die Fundorte bei Lakočeresko Gradište und Koselsko Gradište (ebenfalls nördlich von Ohrid) gehören der Bronzezeit an. Bei Gorenci fanden sich Zeugnisse aus der Eisenzeit. Am Ufer des Ohridsees wurden zudem einzelne Pfahlbaudörfer gefunden, wie dasjenige von Gradište aus dem 1. Jahrtausend v. Chr.

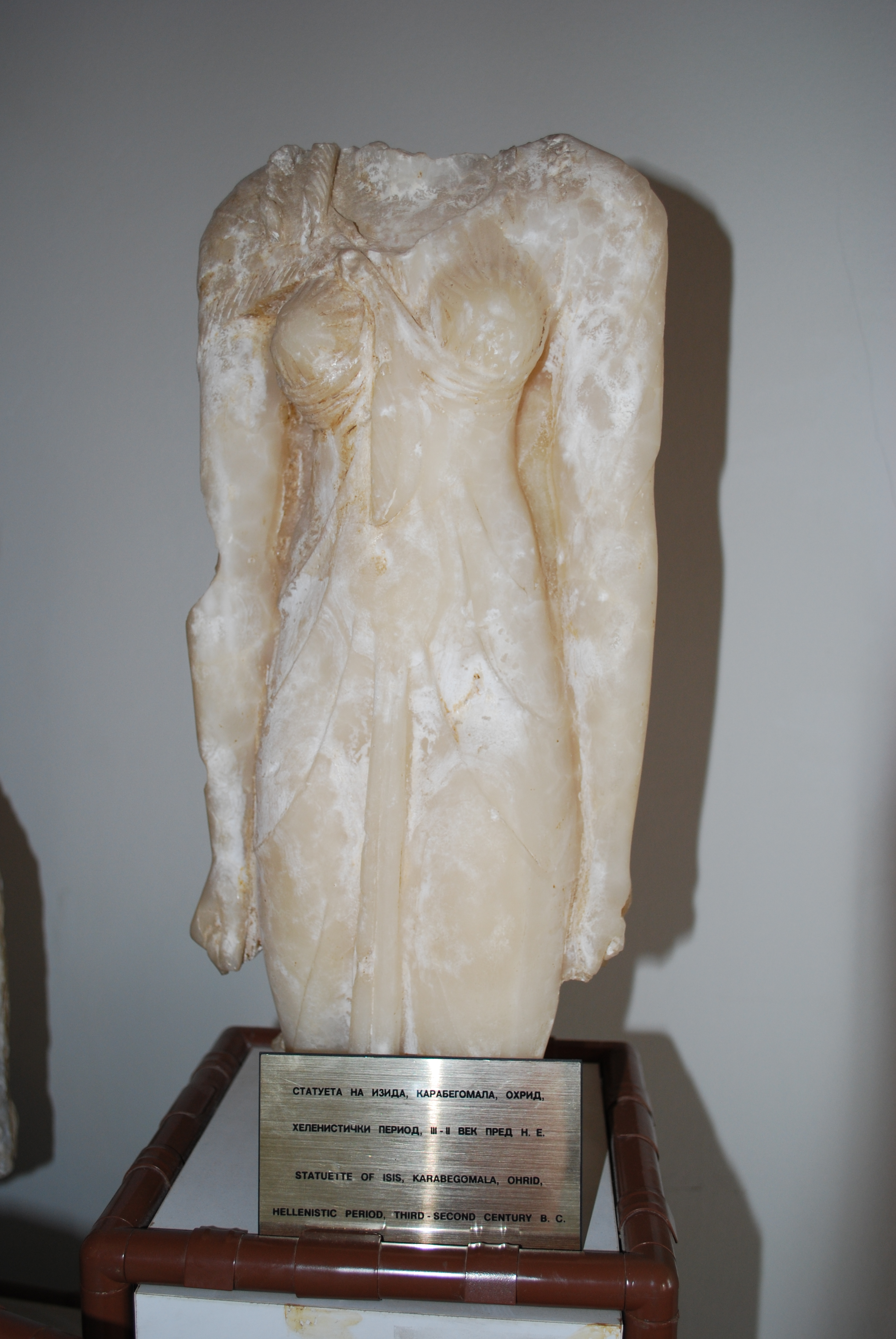
Statue der Isis im Stadtmuseum von Ohrid, die wohl für den Isis- und Osiriskult diente.

Die ersten Bewohner der Region, die sich historisch einordnen lassen, waren die illyrischen Encheleer. Sie bewohnten im 8. und 7. Jahrhundert v. Chr. die Region um den Ohridsee. Ihnen folgten später – wann genau ist unbekannt – die ebenfalls illyrischen Dassareten, unter deren Einfällen das benachbarte Makedonien im 5. und 4. Jahrhundert v. Chr. wiederholt litt.
Philipp II. von Makedonien konnte den Illyrern um 355 v. Chr. die Lynkestis entreißen und dehnte den Einfluss des makedonischen Königshofes bis an die Ufer des Ohridsees aus. In der Epoche des Hellenismus entwickelte sich die Siedlung von Lychnidos zur Stadt, in der sich auch griechische Kolonisten ansiedelten. Lange Zeit blieb jedoch das Gebiet um Lychnidos eine zwischen Illyrern und Makedonen umstrittene Region. So kam die Region von Lychnidos, die der Geschichtsschreiber Polybios als „illyrisch, aber Philipp [V.] unterworfen“ bezeichnet, nach dem Zweiten Makedonisch-Römischen Krieg im Jahr 197 v. Chr. zum labeatischen König Pleuratos III. Zur Zeit Philipps V. prägte die Stadt eigene Bronzemünzen.
An der Wende vom 3. zum 2. Jahrhundert v. Chr. war Lychnidos das Zentrum der ausgedehnten Gebirgsregion Dassaretia, die sich vom Fluss Devoll im Westen bis an die Grenzen der Lynkestis im Osten erstreckte und im Norden vom Gebiet der Dardaner begrenzt wurde.
Ein römischer Heerführer mit dem Namen Appius Claudius begann 170 v. Chr. von Lychnidos aus mit rund 12.000 Mann einen Feldzug gegen Uscana, die Hauptstadt des illyrischen Stammes der Penestae.
Als Makedonien 148 v. Chr. römische Kolonie wurde, kam auch Lychnidos 146 v. Chr. unter römische Herrschaft und zur Provinz Macedonia. Dassaretia blieb aber bis in die frühe Kaiserzeit eine freie Kommune (lat. libera gens Dassaretiae). Lychnidos war ihr Regierungssitz und Handelszentrum sowie eine autonome Polis. Die politischen Autoritäten der Dassareten verewigten sich in zahlreichen Inschriften.
In der Spätantike wurde Lychnidos Bischofssitz. Der Bischof Dionysos von Lychnidos ist als Teilnehmer der Synode von Serdica im Jahr 343 bezeugt. Er ist der einzige bekannte Metropolit der Stadt.
478 und 479 belagerten Truppen des Ostgoten Theoderich des Großen die von den Oströmern kontrollierte Stadt, konnten sie jedoch nicht einnehmen.
Am 29. und 30. Mai 526 wurde Lychnidos durch ein Erdbeben stark zerstört. (Laut Prokopios von Caesarea war das Erdbeben im Jahr 514.) Viele Einwohner kamen dabei um. Das weitere Schicksal der Stadt ist unbekannt. Seit diesem Datum finden sich auch keine Inschriften mehr über die Stadt Lychnidos. Sie wurde wohl erst drei Jahrhunderte später als slawische (bulgarische) Stadt Ohrid neu gegründet. Eine internationale Geologengruppe kam 2012 jedoch zum Schluss, dass das zerstörerische Erdbeben auch 518 oder 527 stattgefunden haben könnte.

## Bauwerke

### Allgemeines
Während der hellenistischen Periode erstreckte sich die Stadt über dem Festungshügel südwestlich hin zum Seeufer. Mit der Eroberung durch die Römer wurde die Stadt ausgebaut und wuchs nach Osten bis auf den Stadthügel Deboj. Lychnidos besaß neben einem Theater eine Agora, ein Gymnasium, ein Buleuterion, eine Basilika und zahlreiche Tempel, die alle jedoch nur spärlich erhalten geblieben sind. In der Spätantike entstanden in der Stadt rund sieben Kirchen, die auf ein regionales Religionszentrum hindeuten.

### Theater

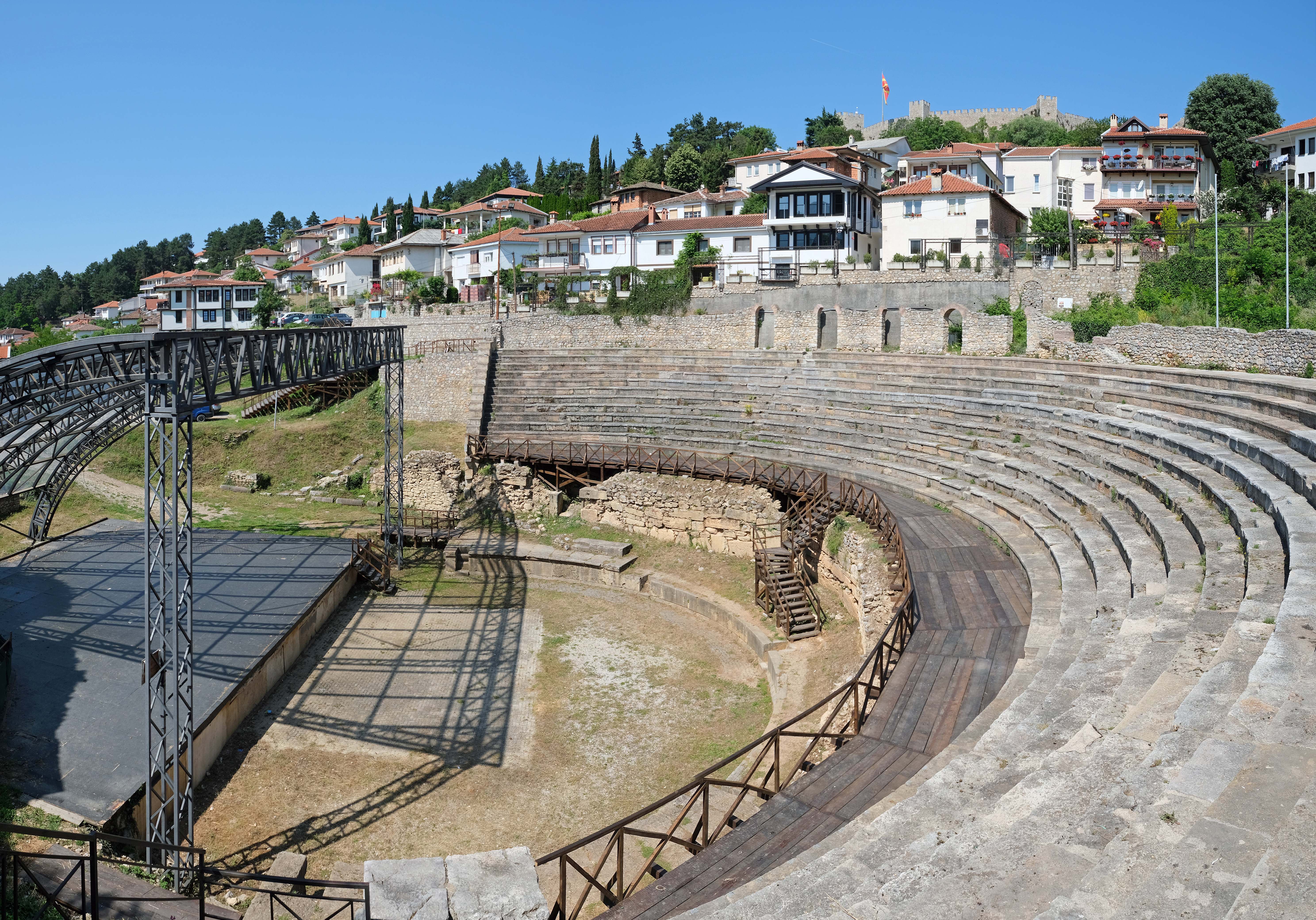
Theater von Lychnidos

Das Theater ist wohl das bekannteste Überbleibsel der antiken Stadt. Sie wurde um das Jahr 200 v. Chr. erbaut. Es ist das einzige hellenistische Theater in ganz Mazedonien. Während der hellenistischen Zeit wurden hier Komödien, Tragödien und Dramen aufgeführt. Mit den Römern kamen Gladiator- und Tierkämpfe hinzu.
In den drei oberen Sitzreihen sind einige Inschriften von Personennamen angebracht, die wahrscheinlich als Platzreservation während Aufführungen dienten. Insgesamt sind zwölf Sitzreihen der Zuschauertribüne (lat. cavea) erhalten geblieben.
Die ersten Ausgrabungen fanden 1960 und 1961 statt und wurden 1973 fortgesetzt. 1999 und 2000 wurden viele neue Bestandteile des Theaters entdeckt und ausgegraben.

### Frühchristliche Basilika

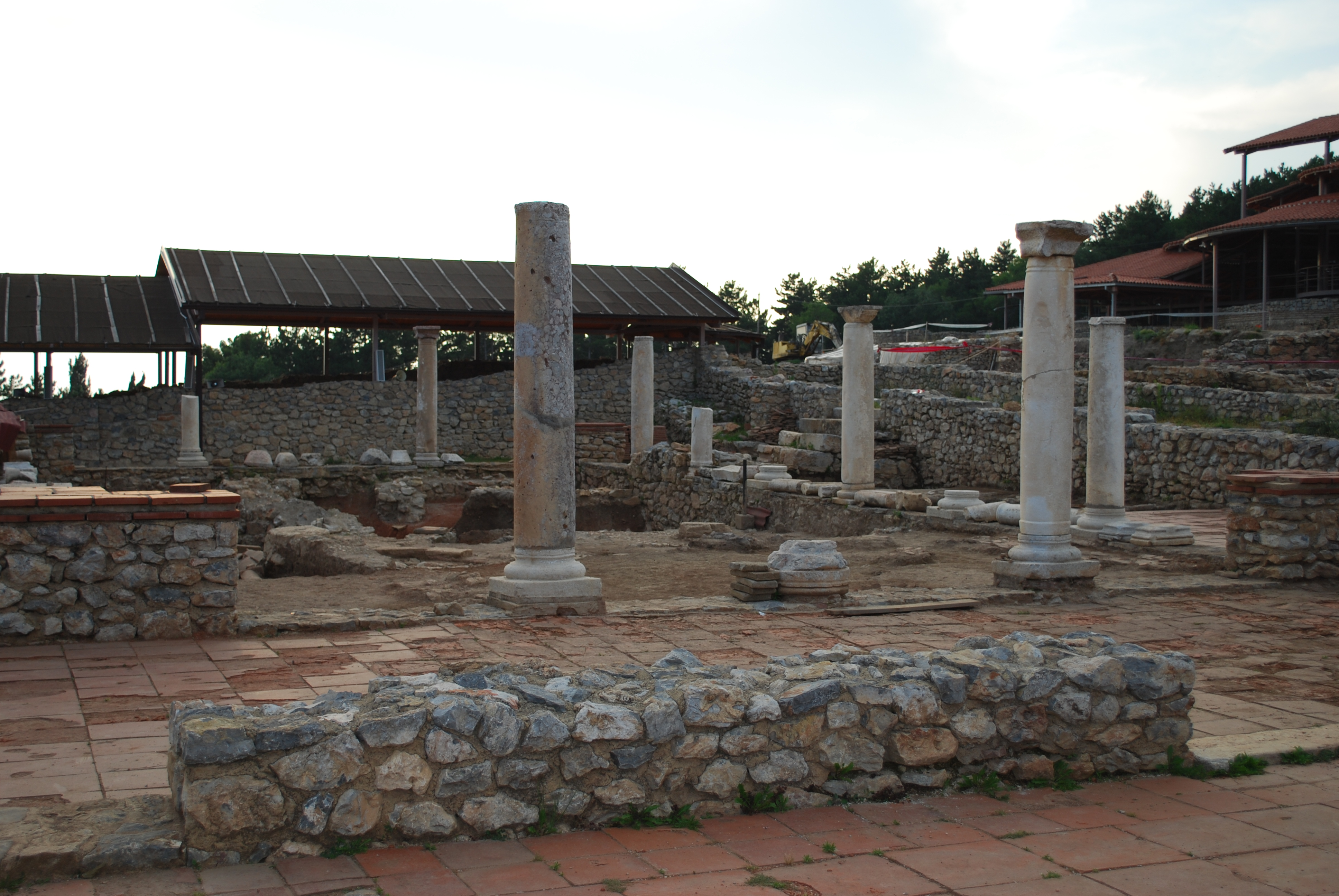
Die Basilika

Die dreischiffige Kirche wurde in der zweiten Hälfte des 5. Jahrhunderts errichtet und beherbergt ein Baptisterium sowie einen Catechumenum genannten Raum. Es hat vor allem im Baptisterium zahlreiche pflanzliche sowie tierische Mosaike. Beim Erdbeben im Jahr 526 wurde es größtenteils zerstört. Die Ausgrabungsarbeiten begannen 1961 und endeten Jahre später.